# ویکامفورد
ویکامفورد (به انگلیسی: Wickhamford) یک روستا و محله مدنی در بریتانیا است که در Wychavon واقع شده‌است.